# Liberia LA02
LA02 var namnet på det andra skyttekompaniet inom det svenska bidraget till den FN-ledda insatsen UNMIL i Liberia.
Förbandet grupperade på Camp Clara i Monrovia tillsammans med irländska förbandsenheter. Sveriges bidrag bestod av ett skyttekompani med stödfunktioner. Förbandet uppgick till cirka 230 soldater.

## Förbandsdelar
- Kontingentschef: Övlt Peter Torgén
- Skyttekompanichef: Mj Ola Kereby
- Chef CSE: Övlt Peter Torgén